# Карлісс (Луїзіана)
Карлісс (англ. Carlyss) — переписна місцевість (CDP) в США, в окрузі Калкасьє штату Луїзіана. Населення — 5101 особа (2020).

## Географія
Карлісс розташований за координатами 30°10′36″ пн. ш. 93°22′11″ зх. д. / 30.17667° пн. ш. 93.36972° зх. д. (30.176743, -93.369589).  За даними Бюро перепису населення США в 2010 році переписна місцевість мала площу 31,03 км², з яких 30,86 км² — суходіл та 0,18 км² — водойми. В 2017 році площа становила 29,31 км², з яких 29,18 км² — суходіл та 0,13 км² — водойми.

## Демографія
Згідно з переписом 2010 року, у переписній місцевості мешкало 4670 осіб у 1721 домогосподарстві у складі 1254 родин. Густота населення становила 150 осіб/км².  Було 1856 помешкань (60/км²).
Расовий склад населення:
| - 89,1 % — білих - 7,4 % — чорних або афроамериканців - 1,0 % — азіатів - 0,3 % — корінних американців |

До двох чи більше рас належало 1,9 %. Частка іспаномовних становила 1,7 % від усіх жителів.
За віковим діапазоном населення розподілялося таким чином: 28,8 % — особи молодші 18 років, 60,4 % — особи у віці 18—64 років, 10,8 % — особи у віці 65 років та старші. Медіана віку мешканця становила 33,4 року. На 100 осіб жіночої статі у переписній місцевості припадало 94,5 чоловіків;  на 100 жінок у віці від 18 років та старших — 90,3 чоловіків також старших 18 років.
Середній дохід на одне домашнє господарство  становив 67 142 долари США (медіана — 51 518), а середній дохід на одну сім'ю — 79 031 долар (медіана — 64 688). Медіана доходів становила 49 830 доларів для чоловіків та 32 524 долари для жінок. За межею бідності перебувало 16,7 % осіб, у тому числі 28,4 % дітей у віці до 18 років та 3,2 % осіб у віці 65 років та старших.
Цивільне працевлаштоване населення становило 2116 осіб. Основні галузі зайнятості: освіта, охорона здоров'я та соціальна допомога — 17,9 %, науковці, спеціалісти, менеджери — 16,7 %, будівництво — 13,2 %, мистецтво, розваги та відпочинок — 9,8 %.